# Jannes Hoffmann
Jannes Hoffmann (* 10. März 1996 in Engelskirchen) ist ein deutscher Fußballspieler.

## Karriere
Schon als 11-jähriger Schüler des Dietrich-Bonhoeffer-Gymnasiums Wiehl erreichte er mit einer fünfköpfigen Schulmannschaft beim nordrhein-westfälischen Landesfinale des DFB-Talentwettbewerbs, ausgetragen am 23. Mai 2007 am Kölner Geißbockheim, den 3. Platz.

### Verein
Nach seinen Anfängen in der Jugend vom FV Wiehl 2000 wechselte er in die Jugendabteilung des 1. FC Köln. Nachdem er eine Spielzeit für deren zweite Mannschaft gespielt hatte, wechselte er im Sommer 2016 in die zweite Mannschaft des 1. FC Nürnberg.
Im Sommer 2017 erfolgte sein Wechsel zum Drittligisten SG Sonnenhof Großaspach. Dort kam er auch zu seinem ersten Einsatz im Profibereich, als er am 26. August 2017, dem 6. Spieltag, beim 0:0-Auswärtsunentschieden gegen den FC Carl Zeiss Jena in der 75. Spielminute für Özgür Özdemir eingewechselt wurde. Sein bis Juni 2019 gültiger Vertrag wurde im Anschluss an die Drittligasaison 2018/19 nicht mehr verlängert.
In der Saison 2019/20 spielte er in der Regionalliga West beim SC Fortuna Köln. Im Sommer 2020 wechselte er zum 1. FC Kaan-Marienborn in die Oberliga Westfalen. Seit Sommer 2023 spielt er beim SV Eintracht Hohkeppel, mit dem er 2024 in die Regionalliga West aufstieg.

### Nationalmannschaft
Jannes Hoffmann lief für die U17 und die U18 des DFB auf.